# Městská knihovna Frenštát pod Radhoštěm
Městská knihovna je součástí organizační složky města Frenštát pod Radhoštěm (Městské kulturní středisko) a nalézá se na ulici Dr. Parmy v budově Domu kultury.

## Historie
Městská knihovna ve Frenštátě pod Radhoštěm byla založena v roce 1875 jako Společenská knihovna. Jejím základem bylo 134 knih, které převážně pocházely ze zrušené malé knihovny a čítárny Občanské besedy. Knihovna byla řízena stejnojmenným spolkem až do roku 1922, který zanikl v roce 1926. V roce 1893 měla knihovna 74 členů a v knižním fondu 1452 knih a 110 časopisů. V roce 1902 už bylo 92 členů a asi 2100 knih. V roce 1912 měla 96 členů a expozitury v Lichnově, Trojanovicích a Bordovicích.
Po první světové válce v roce 1919 v souladu s novým Knihovnickým zákonem přešla pod správu obce. Od roku 1965 je knihovna umístěna v Domě kultury ve Frenštátě pod Radhoštěm. Od roku 1966 plní funkci střediskové knihovny.
V roce 2013 byl Dům kultury opravován a knihovna s cca 60 000 svazky byla přestěhována do náhradních prostor v Dolní ulici. V únoru 2016 byly otevřeny opravené prostory knihovny v Domě Kultury.

## Popis
Knihovna má dětské a dospělé oddělení a studovnu s připojením k wi-fi. Knihovna kromě knih, časopisů nabízí i zapůjčení společenských her, audioknih, e-knih, brýlí na čtení, tabletu a možnost tzv. kouzelného čtení s albi tužkou. Kromě výpůjček včetně meziknihovní výpůjční služby knihovna nabízí donášku knih do domu, doučování v knihovně, biblioschránku, miniknihovny a semínkovnu. Pořádá také kulturní a vzdělávací akce, jako jsou lekce pro školy, besedy, výstavy, přednášky, workshopy a také pravidelné kluby.
Knihovna má funkci střediskové knihovny. Nakupuje a katalogizuje knihy a spravuje knihovnický systém pro čtyři okolní obce: Tichá, Trojanovice, Veřovice a Bordovice.
Knihovna také spolupracuje s dobrovolníky.

### Služby knihovny
Přehled služeb podle zdroje:
- Půjčování knih a časopisů
- Společenské hry a kouzelné čtení
- Audioknihy
- E-knihy a tablet
- Brýle na čtení
- MVS
- Biblioschránka (na vrácení knih)
- Free wi-fi
- Miniknihovny
- Semínkovna
- Donáška knih domů[10]
- Doučování v knihovně
- Pasování prvňáčků na čtenáře
- Klub Sovičky (pro děti do 4 let věku)
- Klub domácích školáků (pro děti a rodiče vzdělávající se doma)
- Čtenářský klub pro dospělé
- Virtuální univerzita třetího věku
- Kniha do vlaku
- Bookstart – s knížkou do života
- Lekce pro MŠ, ZŠ a SŠ
- Noc literatury
- Výstavy, besedy, přednášky, workshopy…

## Statistika
| Rok  | Fond   | Čtenáři | Výpůjčky | Návštěvnost | Akce | Zdroj  |
| ---- | ------ | ------- | -------- | ----------- | ---- | ------ |
| 2018 | 56 249 | 1 944   | 89 425   | 54 403      | 261  | [ 11 ] |